# Carinthian Lions
Die Carinthian Lions sind ein österreichisches American-Football-Team aus Klagenfurt.

## Vereinsgeschichte
Die Carinthian Lions wurden im Januar 2011 gegründet. Wolfgang Knees ist der Eigentümer und war bis 2024 Obmann der Carinthian Lions, derzeit ist er noch im Verein Ehrenobmann.
Obmann der Carinthian Lions ist Matthias Schicher und dessen Stellvertreter ist Gerhard  Kronawetter.
In ihrer zweiten Saison konnten die Lions das Finale der Division 1 erreichen und gewannen im Silver Bowl 2012 gegen die Vienna Knights mit 21:15.
Im Jahr 2014 erreichten sie wieder das Finale, verloren dies aber gegen die Vienna Vikings 2 mit 49-20.
Von 2016 bis 2018 war der Amerikaner Jim Ward der Cheftrainer der Lions, seit 2019 ist es Max Puchstein.
2022 konnte die Lions U16, unter Leitung von HC Benjamin Schmied den österreichischen U16 9 Mann Cup gewinnen. Der erste Nachwuchstitel der Vereinsgeschichte.

## Teams

### Kampfmannschaft 2025
Stand: 14. Mai 2018
| 2022         |             |           |  |              |             |           |  |                           |             |         |
| ------------ | ----------- | --------- |  | ------------ | ----------- | --------- |  | ------------------------- | ----------- | ------- |
| Quarterback  | Gorsuch     | Brandon   |  | Defense Back | Sickl       | Michael   |  | Head Coach                | Puchstein   | Max     |
|              | Donesch     | Sebastian |  |              | Soete       | Paul      |  | Offense Coordinator       | Puchstein   | Max     |
|              |             |           |  |              | Mülneritsch | Alexander |  | Offense Assistant         | Hohenwarter | Tom     |
| Runninback   | Hirsch      | Johannes  |  |              | Lembo       | Damiano   |  | Offense Assistant         | Schicher    | Mathias |
|              | Wakonig     | Andreas   |  |              | Sabotta     | Nikolai   |  |                           |             |         |
|              |             |           |  |              | DiPippo     | Kevin     |  | Defense Coordinator       | Knees       | Martin  |
| Receiver     | Pauritsch   | Emanuel   |  |              |             |           |  | Defense Assistant         | Mitchell    | Aaron   |
|              | Krauland    | Erik      |  | Linebacker   | Sachs       | Max       |  | Defense Assistant         | Schicher    | Mathias |
|              | Mischkulnig | Moritz    |  |              | Erian       | Dominik   |  |                           |             |         |
|              | Monai       | Simon     |  |              | Donesch     | Mathias   |  | Special Teams Coordinator | Mitchell    | Aaron   |
|              | Tratnik     | Lukas     |  |              | Wakonig     | Andreas   |  |                           |             |         |
|              | Leitgeb     | Thomas    |  |              | Gerstner    | Richard   |  |                           |             |         |
|              |             |           |  |              | Harmina     | Ralph     |  |                           |             |         |
| Tight End    | Rescher     | Oliver    |  |              | Harmina     | Jan       |  |                           |             |         |
|              | Gerstner    | Richard   |  |              |             |           |  |                           |             |         |
|              |             |           |  | Defense Line | Lukic       | Dominik   |  |                           |             |         |
| Offense Line | Kamber      | Dennis    |  |              | Schmied     | Benjamin  |  |                           |             |         |
|              | Schmid      | Stefan    |  |              | Erian       | Dominik   |  |                           |             |         |
|              | Schmied     | Benjamin  |  |              | Kopitar     | Matthias  |  |                           |             |         |
|              | Garcia      | Carlos    |  |              | Kamber      | Dennis    |  |                           |             |         |
|              | Zivkovic    | Daniel    |  |              |             |           |  |                           |             |         |
|              | Kopitar     | Matthias  |  |              |             |           |  |                           |             |         |
|              |             |           |  |              |             |           |  |                           |             |         |

### Nachwuchsteams
Neben der Kampfmannschaft gibt es auch zwei Nachwuchsteams der Carinthian Lions:
- U18: 16–18 Jahre
- U16: 14–16 Jahre

| Coaches Nachwuchs 2023 | Coaches Nachwuchs 2023 | Coaches Nachwuchs 2023 |
| ---------------------- | ---------------------- | ---------------------- |
| Head Coach             | Schmied                | Benjamin               |
| Offense Coordinator    | Schmied                | Benjamin               |
| Defense Coordinator    | Donesch                | Matthias               |
| Offense Assistant      | Donesch                | Sebastian              |
| Offense Assistant      | Gorsuch                | Brandon                |